# Jon J. van Rood
Jon J. van Rood (Scheveningen, 7 aprile 1926 – Leeuwarden, 21 luglio 2017) è stato un biologo olandese.

## Riconoscimenti
Nel 1977 a van Rood fu assegnato il Premio Robert Koch e nel 1978 il Premio Wolf per la medicina, insieme a George D. Snell e Jean Dausset, "per il suo contributo alla comprensione della complessità del sistema HL-A nell'uomo e le sue conseguenze nei trapianti e malattie."